# Josu Ortuondo Larrea
Josu Ortuondo Larrea (Deusto, Bilbao, 13 de febrer de 1948) és un advocat i polític basc, alcalde de Bilbao i diputat al Parlament Europeu.

## Biografia
Llicenciat en Ciències Econòmiques el 1975 per la Universitat de Deusto i el 1982 va fer un postgrau a la Universitat Complutense. De 1969 a 1987 va treballar com a directiu bancari. Va ser president de l'empresa Bilbogas, SA i Bilbao Ria 2000, SA (1993-1999). Fou cap de la Junta de la Caixes d'Estalvis (1995-1999) i president de la Fira Internacional de Bilbao (1991-1999).
Membre del Partit Nacionalista Basc de ben jove, formà part del Bizkai Buru Batzar (1980-1982), de 1987 a 1991 va ser nomenat Director General d'Euskal Irrati Telebista (EITB). De 1991 a 1995 va ser regidor de l'ajuntament de Bilbao, i de 1995 a 1999 en fou alcalde i president del Consell Municipal del País Basc. De 1994 a 1999 fou membre del Comitè Executiu del Consell de Municipis i Regions Europees i president d'Eurocities de 1998 a 1999.
Fou elegit diputat per la Coalició Nacionalista a les eleccions al Parlament Europeu de 1999 i per la coalició GALEUSCA a les eleccions al Parlament Europeu de 2004. Durant el seu mandat fou membre dels grups parlamentaris Verds-Aliança Lliure Europea (1999-2004) i Aliança dels Liberals i Demòcrates per Europa (2004-2009). Entre d'altres, fou membre membre de la Comissió de Transports i Turisme. Es va asseure a les delegacions per les relacions amb els països d'Amèrica Central i la Delegació a l'Assemblea Parlamentària Unió Europea-Amèrica Llatina.